# ألان كوبر (مبرمج)
ألان كوبر (بالإنجليزية: Alan Cooper) هو كاتب وعالم حاسوب أمريكي، ولد في 3 يونيو 1952 في سان فرانسيسكو في الولايات المتحدة.